# Doublette (pétanque)

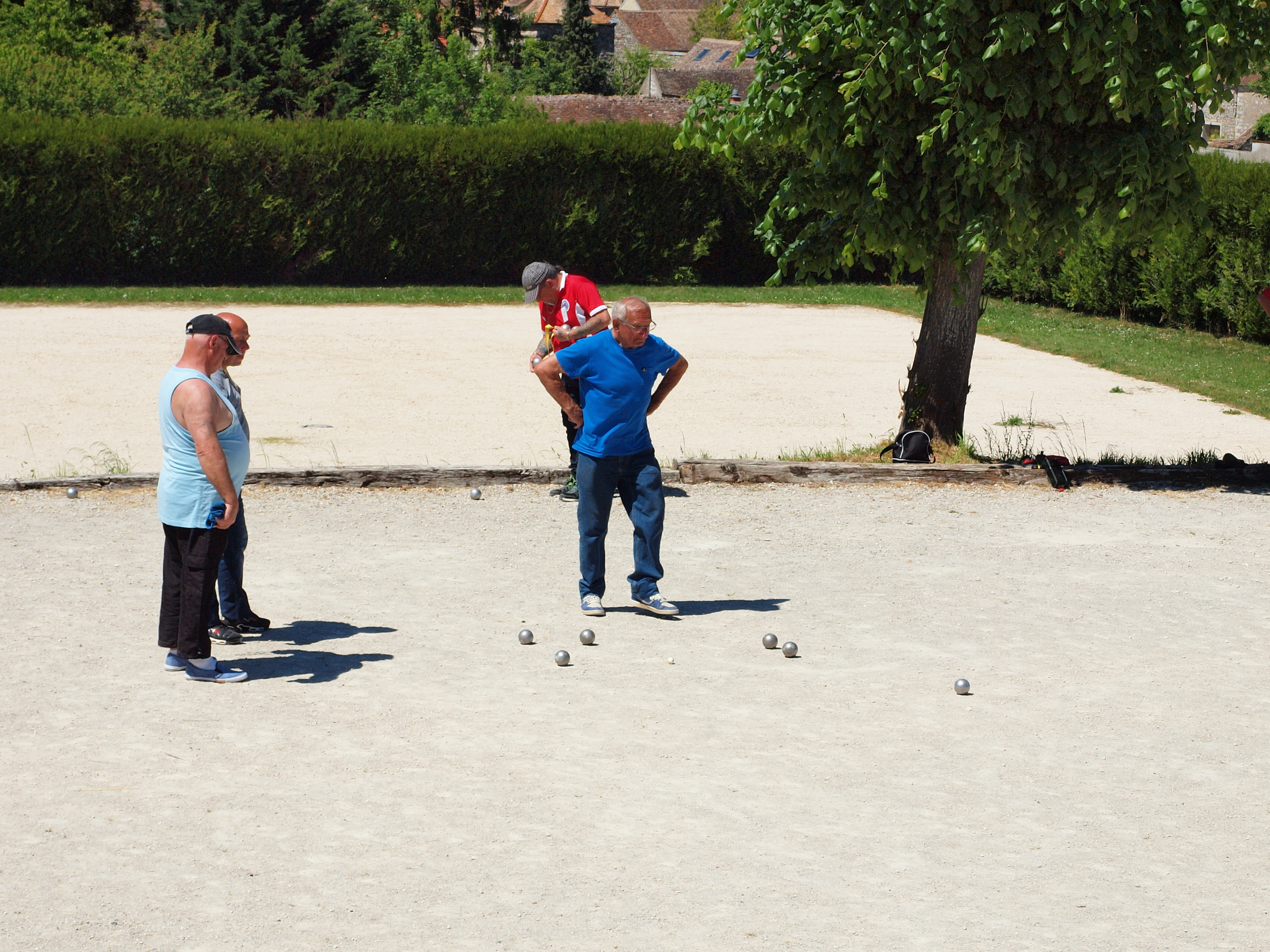
Une partie de pétanque en doublette

La doublette est un format de jeu de la pétanque.

## Description
C'est un des quatre formats de jeu de la pétanque. Elle se joue avec une équipe de deux joueurs (ou joueuses) qui possède chacun trois boules,. En compétition il y a dans une équipe un pointeur et un tireur. Un match oppose donc deux équipes composé chacune de deux joueurs.